# Kaple svaté Kateřiny (Dvorce)
Kaple svaté Kateřiny je hřbitovní kaple ve Dvorcích vystavěná luterány asi v roce 1530. Byla v roce 1996 prohlášená kulturní památkou ČR. Nachází se v nadmořské výšce 553 m.

## Popis
Jednolodní plochostropá kaple. V průčelí kaple je předstupující hranolová věž. Sakristie pravoúhlá, kněžiště odsazené polygonální. V interiéru se nacházejí kamenné náhrobníky a oltář z farního kostela sv. Jiljí, který byl sem přemístěn v roce 1897. Kaple se dochovala v původním stavu mimo omítky a střešní krytinu.